# Borgetes de Salena
Les Borgetes de Salena, més conegut com La Capella era un antic poble, situat a la part nord del terme municipal d'Arbeca. El poble tenia una església pròpia i una bassa i un forn de pa propis, creant un nucli urbà propi. Es creu que va desaparèixer aproximadament el 1348 arran de la pesta negra, que assolà bona part del país, ja que en els censos i fogatges posteriors no és esmentat.
L'església de Sant Miquel de les Borgetes és l'únic vestigi que resta de l'antic poblat. Es tracta d'una capella d'estil romànic, amb una volta de canó, rectangular i encarada a sol ixent, amb una porta dovellada sense cap relleu i amb tres contraforts per la part del sol ixent, un dels quals està enrunat junt amb algunes pedres de la volta; per la part de tramuntana hi ha el turó que fa de mur de contenció.
En el mateix cantó de la porta però en la part de l'absis hi ha una espitllera o finestra per donar llum a l'interior. L'absis és recte i en una pedra hi ha una inscripció que hi diu «OFERIM» amb diversos signes.
A la part de dins, que està bastant ben conservada, li falta el terra i davant de la porta es conserva un arc que probablement podia estar destinat a rebre algun sarcòfag.